# Sikelgajta
Sikelgaita, tudi Sichelgaita ali Sigelgaita, langobardska kneginja, hčerka salernskega kneza Guaimarja IV. in druga žena apulijskega kneza Roberta Guiscarda, * 1040, † 16. april 1090.

## Življenjepis
Leta 1058 se je poročila z Robertom Guiscardom, ko se je zaradi krvnega sorodstva ločil od prve žene Alberade Bounalberške. Sigelgaitina sestra Gaitelgrima je bila že pred tem poročena z Robertovim polbratom Drogom. Ločitev od Alberade in poroka s Sikelgajto je bila verjetno politična trgovina zaradi zavezništva s poslednjimi langobardskimi knezi, od katerih je bil najpomembnejši Guaimar. Alberada ni imela glede razveze zakona nobenih pomislekov.
Leta 1078 so se odnosi med Sigelgaitinim bratom Gisulfom II. Salernskim in možem Robertom Guiscardom zaostrili. Sikelgaita je poskušala nasprotja zgladiti, vendar ji vojne ni uspelo preprečiti.
Sikelgajta je pogosto spremljala svojega moža na vojnih pohodih. Na začetku ga je prepričevala, naj Bizantinskega cesarstva ne napade , potem pa ga je kljub temu spremljala na vojnem pohodu. V Bitki pri Draču se je tudi sama bojevala in celo sama zbrala Robertove vojake, ko so se na začetku spopada razbežali pred napadom Bizantincev. Ana Komnena je v Aleksijadi zanjo uporabila citat iz Iliade in o njej napisala, da je bila »kot drugi Pallas, če ne druga Atena«.
Leta 1083 se je z Robertom vrnila v Italijo, da bi pomagala papežu Gregorju VII. v vojni s cesarjem Henrikom IV. Leta 1085 se je udeležila tudi drugega vojnega pohoda proti Bizantincem, na katerem je Robert na Kefaloniji umrl. Na začetku leta 1086 je bila spet v Salernu, kjer je mesto Centaro v svojo čast podarila samostanu Montecassino. Do samostana je bila tudi sicer zelo radodarna in mu je ob neki drugi priložnosti, ko je bila bolna, poklonila veliko količino srebra.
Domneva se, da je poskusila zastrupiti Robertovega sina iz prvega zakona Bohemonda, kasneje pa je z njim dogovorila, da bo Robertov naslednik njen sin Robert Borsa.
Umrla je leta 1090. Na njeno željo so jo pokopali v samostanu Montecassino.

## Družina
Z Robertom Guiscardom je imela osem otrok:
- Mafaldo (1059/1060 – 1108), poročeno z Rajmondom Berengarjem II. Barcelonskim, potem pa še z vikontom Aimerikom II. Narbonskim
- Rogerija Borso (1060/1061 – 1111)
- Guya (umrl 1107)
- Roberta Scalio (umrl 1110)
- Sibilo, poročeno z grofom Eblesom II. Roucyjskim
- Mabilijo, poročeno z Vilejmom Grandmesnilskim
- Herijo, poročeno z grofom Hugom V. Mainškim
- Olimpijo, zaročeno s Konstantinom Dukasom, sinom Mihaela VII. Dukasa in Marije Alanske